# Carex donnell-smithii
Carex donnell-smithii är en halvgräsart som beskrevs av Liberty Hyde Bailey. Carex donnell-smithii ingår i släktet starrar, och familjen halvgräs. Inga underarter finns listade i Catalogue of Life.